# تپه شور قلعه
تپه شور قلعه مربوط به سده‌های ۵ تا۹ ه.ق است و در شهرستان سرخس، بخش مرزداران، دهستان پل خاتون، ۳۰۰ متری جنوب شرق روستای کلاته صاحبدار واقع شده و این اثر در تاریخ ۲۷ اسفند ۱۳۸۶ با شمارهٔ ثبت ۲۲۲۸۹ به‌عنوان یکی از آثار ملی ایران به ثبت رسیده است.